# Vera Malinovskaïa
Pour les articles homonymes, voir Malinovskaïa.
Vera Stepanovna Malinovskaïa (en russe : Вера Степановна Малиновская), née en 1900 à Kiev (Empire russe) et morte en 1988 à Monaco, est une actrice russe du cinéma muet.

## Filmographie
- 1924 :  Vsem na radost
- 1925 :  Le Maître de poste : Dunja
- 1925 : Medvezhya svadba : Yulka
- 1927 :  Garçon de restaurant : Natasha
- 1927 : Le Baiser de Mary Pickford (Potseluy Meri Pikford) : elle-même (caméo)
- 1927 :  Chuzhaya : Frosya
- 1928 : Kaiserjäger
- 1928 :  Ledyanoy dom
- 1929 : Waterloo : Gräfin Tarnowska
- 1929 : Khromoy barin (en) (The Lame Gentleman) de Konstantin Eggert (en) : Katenka
- 1929 :  La Bague impériale (The Favourite of Schonbrunn) : Gräfin Nostiz